# NGC 3499
NGC 3499 (другие обозначения — UGC 6115, MCG 9-18-80, ZWG 267.37, ZWG 291.24, PGC 33375) — галактика в созвездии Большая Медведица.
Этот объект входит в число перечисленных в оригинальной редакции «Нового общего каталога».
В галактике вспыхнула сверхновая SN 2007sa типа Ia, её пиковая видимая звездная величина составила 14,2.